# Amenemhat (figlio di Thutmose III)
Amenemhat (fl. XV secolo a.C.) è stato un principe egizio della XVIII dinastia, erede designato del faraone Thutmose III.

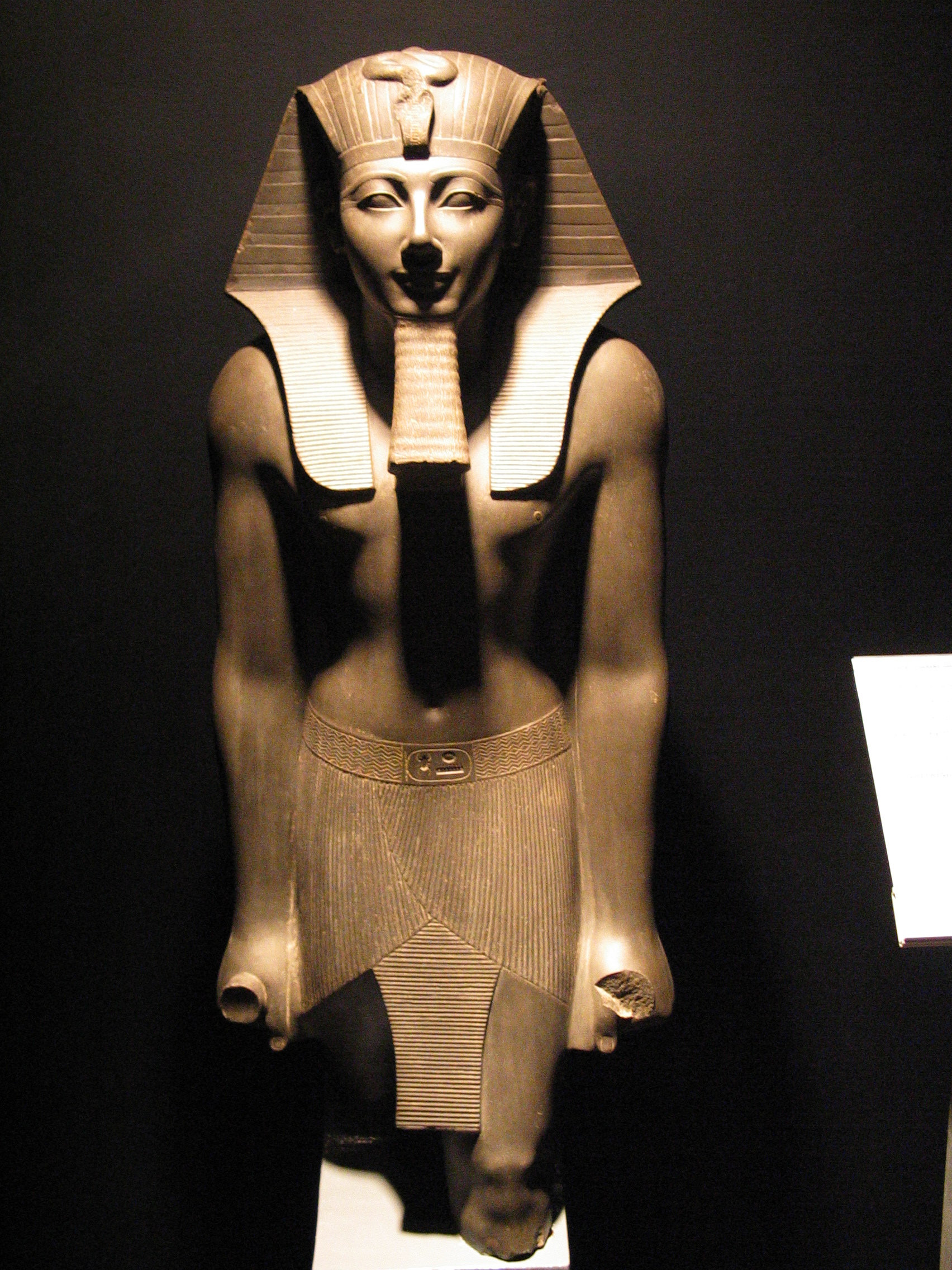
Thutmose III, cui Amenemhat avrebbe dovuto succedere. Museo di Luxor

Fu il primogenito, e quindi erede, di Thutmose III. Quasi certamente sua madre fu la Grande Sposa Reale, la regina Satiah, anche se altri autori hanno proposto come madre Neferura, la figlia di Hatshepsut e Thutmose II, che pure andò in sposa al fratellastro Thutmose III. Nonostante Neferura sia stata identificata come la Grande Sposa Reale di Thutmose III ai tempi della reggenza (che fu in realtà un vero e proprio regno) di Hatshepsut, si ritiene generalmente meno probabile che fosse Neferura la madre del principe.
Il nome del principe Amenemhat è menzionato in un'iscrizione del tempio di Karnak, datata al 24º anno di regno del padre, cioè poco dopo la morte di Hatshepsut e l'ascesa effettiva di Thutmose: porta il titolo di Ispettore del bestiame, fatto abbastanza inusuale per un principe. Inoltre è raffigurato nella tomba tebana di Min, suo tutore e sindaco di Thinis.
Amenemhat premorì al padre, il quale regnò per trent'anni dopo la morte di Hatshepsut. Il successivo faraone fu quindi Amenhotep II, fratellastro di Amenemhat e figlio della regina Merytre-Hatshepsut. 